# Manoel Pimenta
Manoel Pimenta (1542- v.1603) est un poète néo-latin portugais, professeur et membre de la Compagnie de Jésus.

## Biographie
Manoel Pimenta est natif de Santarém (Portugal). Entré dans la Compagnie de Jésus, il enseigna aux universités d'Évora et de Coimbra (Portugal).

## Œuvres
Ses poèmes latins furent partiellement publiés en 1622 à Coïmbra : Emmanuelis Pimenta Scalabitani S. I.¨Presbyteri, Eborensis Academiae quondam Praefecti Poematum tomus I.

## Traductions
Pierre Laurens, Anthologie de la poésie lyrique de la Renaissance, Gallimard, 2004,  (ISBN 2-07-030124-9) pp.250-259: quelques épigrammes traduites
Manoel Pimenta S. J., Opera Omnia, Tomo I, Imprensa da Universidade de Coimbra, 2016  (ISBN 978-989-26-1240-9) (texte latin et traduction en Portugais) 
Philippe Guillaut, Salomé - Variations : les danses de feu et de glace de Manoel Pimenta, Verdegasi Nitiobrigensis, 2016,  (ISBN 978-2-9559460-0-8) {{lire en ligne|lien=http://www.youscribe.com/catalogue/litterature/poesie/salome-variations-les-danses-de-feu-et-de-glace-de-manoel-pimenta-2789176}}